# Barthélemy de Recanati
Barthélemy Placide de Recanati (né à Fermo, au début du XVe siècle – mort à Recanati en 1473) est un prêtre italien reconnu comme bienheureux par l'Église catholique.

## Biographie
Barthélemy de Recanati est né au début du XVe siècle à Fermo, où il entre dans l'Ordre de saint Ambroise ad Nemus. Les premières nouvelles de sa présence dans la ville de Recanati remontent à 1432, année où une communauté apostolique commence à s'établir dans l'église de San Giovanni in Pertica. En 1452, Barthélemy devient vicaire et prêtre de la communauté qui, en 1496, rejoint la Congrégation de saint Barnabé à Milan. Il meurt au début de l'année 1473. 

## Culte
Son corps, après de nombreuses transferts, est maintenant enterré à Recanati dans l'église qui lui est dédiée. L'Église catholique lui attribue de nombreux miracles qui se seraient produits sur sa tombe. Sur celle-ci, une plaque indique : « S'il y a eu à notre époque un apôtre vénéré après les anciens apôtres du Christ, ce fut Barthélemy. Et le corps a fait de grands miracles, la pitié ne voulait pas que le Père reste indécis. L'argent collecté pour ses mérites a fait ce tombeau. Ici, les gens prononcent publiquement leurs vœux pieusement. Année du Seigneur 1474 ».  
Sa béatification a été confirmée par le pape Pie VII. 
Il est vénéré le 5 juin. 